# Bitwa pod Bennington
Bitwa pod Bennington – bitwa pomiędzy siłami patriotów generała Johna Starka, a kontyngentem wojsk brytyjskich dowodzonym przez brunszwickiego podpułkownika Friedricha Bauma.

## Wprowadzenie
Patrioci wycofujący się wzdłuż Doliny Champlain przed nacierającymi wojskami generała Johna Burgoyne'a, stosowali taktykę spalonej ziemi, uniemożliwiając przeciwnikowi zaopatrywanie wojska. Burgoyne'owi brakowało zwierząt pociągowych do transportu sprzętu oraz wierzchowców dla konnicy. Podpułkownik Friedrich Baum, dowodzący 374 brunszwickimi dragonami zasugerował, aby zezwolono mu na poszukiwanie zaopatrzenia i zwierząt jucznych w rejonie zwanym New Hampshire Grants w dzisiejszym stanie Vermont. Burgoyne przewidujący, że taka operacja będzie łatwa do przeprowadzania i spotka się z poparciem lokalnych lojalistów, zezwolił na przedsięwzięcie. 11 sierpnia oddział 800 ludzi, w skład którego weszli niemieccy dragoni pieszo, lojaliści, szkoccy strzelcy wyborowi, Kanadyjczycy oraz Indianie, ruszył na wschód z Fortu Miller.
Siły koronne nie spodziewały się dużego oporu, w związku z czym Baum posuwał się wolno, zatrzymując od czasu do czasu kolumnę dla wyrównania szyku. 12 sierpnia oddział dotarł do Cambridge, gdzie pojmał rebelianckich więźniów oraz 150 wołów. Posuwając się ku Młynowi Van Schaicka nad rzeką Walloomsac Niemcy starli się kilkukrotnie z milicją; Baum był zdziwiony, że lokalni lojaliści nie pojawili się w większej sile, aby doń dołączyć. Jako dodatkowe zabezpieczenie wysłał do Burgoyne'a gońca, żądając posiłków. Następnie przebył kolejne 6 mil i zajął pozycję na wzgórzu ponad Bennington, gdzie znajdował się magazyn zapasów Armii Kontynentalnej.
Baum nie wiedział, że o jego nadejściu poinformowany został generał John Stark, dowodzący oddziałem 1400 ludzi, który ostrym marszem podążał na spotkanie kontyngentowi. 14 sierpnia siły tego drugiego stanęły 4 mile na północ od Bennington, bez alarmowania straży wroga. Stark następnie wysłał strumień „dezerterów” do wrogiego obozu – zadaniem tych ludzi było udawanie przychylności dla sprawy korony i uważne odnotowanie liczebności i pozycji wojsk Bauma. Dzięki tym informacjom zaczął układać plan ataku.
Sztab Starka założył, że fortyfikacje Bauma są rozsiane i nie mają możliwości wzajemnego wspierania. Stark zdecydował się na ryzykowny manewr podzielenia sił i okrążenia przeciwnika. 15 sierpnia spadły rzęsiste deszcze uniemożliwiając wszelkie manewry.
Następnego dnia 300 rangerów pod dowództwem pułkownika Samula Herricka ruszyło na południe i zachód, na prawą flankę przeciwnika, podczas gdy kolejny oddział pod pułkownikiem Mosesem Nicholasem miał uderzyć od północy. Rozpoczęcie walk miało być sygnałem dla uderzenia głównych, liczących 1200 ludzi sił, na centrum umocnień.

## Bitwa

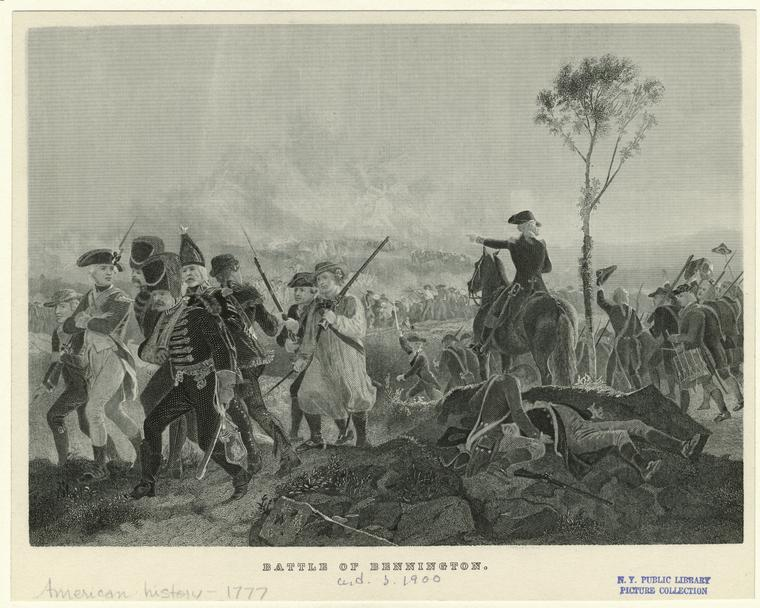
Bitwa pod Bennington. Rycina wg. obrazu Alonzo Chappel'a. (ok. 1900 r.)

16 sierpnia zaplanowane uderzenie Herricka i Nicholasa doszło do skutku. Spostrzegłszy nadciągające siły Baum był przekonany, że są nimi lojaliści dołączający do jego obozu. Wywiązała się szybka walka, w której patrioci rozproszyli kontyngenty lojalistów i Indian na flankach. Jedynie Hesowie Bauma, stojący na okopanych pozycjach, pozostali na swoich miejscach.
Stark poprowadził główne siły na brytyjskie centrum pozorując natarcie i odwrót, pozwalając by przeciwnicy tracili amunicję podczas strzelania na długi dystans. Zabieg spowodował, że kiedy ogień osłabł z braku prochu, patrioci ruszyli na okopy i zajęli redutę. Nie chcąc się poddawać Baum rozkazał dragonom odrzucenie muszkietów i szarżę z szablami w dół wzgórza. Był to nierozważny akt, w efekcie którego zginęła większość żołnierzy – jedynie 7 Niemcom udało się dotrzeć do obozu Burgoyne'a. Baum został śmiertelnie raniony i schwytany.
Patrioci zaczęli plądrować obóz wroga, lecz niebawem zostali zaskoczeni przez pojawienie się nowych sił – był to liczący 600 ludzi oddział podpułkownika Heinricha Breymanna, wysłany dzień wcześniej przez Burgoyne'a. Hescy żołnierze przypuścili szarżę i zaczęli wypierać rozproszonych rebeliantów, lecz Stark dostał nagle niespodziewane wsparcie 300 ludzi pod dowództwem pułkownika Setha Warnera. Oddział ten przeważył szalę i odparł natarcie. Breymann zarządził odwrót, który prędko przerodził się w bezładną ucieczkę po skończeniu amunicji. O zmierzchu walki ustały.
W efekcie starcia Brytyjczycy stracili 200 zabitych i 700 schwytanych żołnierzy. Straty patriotów były znacznie mniejsze i wyniosły 70 zabitych i rannych.